# Iaz (okręg Vaslui)
Iaz – wieś w Rumunii, w okręgu Vaslui, w gminie Solești. W 2011 roku liczyła 404 mieszkańców.